# Garðar Svavarsson
Gardar Svavarsson (aussi appelé : Garðarr Svavarsson ou Garðar Svavarsson) est un viking suédois connu comme étant le premier scandinave à avoir vécu en Islande, pour un hiver seulement.
Selon le Landnámabók, Gardar Svavarsson est un propriétaire terrien dans le Seeland, dans l'actuel Danemark, et a épousé une femme originaire des Hébrides. Lors d'un voyage à destination de ces îles pour réclamer l'héritage de son beau-père, dans les années 860, il est pris dans une tempête à Pentland Firth. La tempête dévie le bateau au Nord jusqu'à ce qu'il atteigne la côte orientale de l'Islande. Il fait ensuite le tour de ce territoire et est le premier à avoir pu établir qu'il s'agit bien d'une île. Il accoste à Skjálfandi, où il bâtit une maison pour passer l'hiver. Ce lieu est devenu la ville d'Húsavík.
De retour au Danemark, il fait l'éloge de cette nouvelle terre et l'appelle Garðarshólmi, c'est-à-dire l'île de Gardar. On ne sait rien de son destin après cela, si ce n'est que son fils Uni émigre en Islande et que son petit-fils Hróar est goði à Tunga.

### Sources
- (en) Cet article est partiellement ou en totalité issu de l’article de Wikipédia en anglais intitulé « Gardar Svavarsson » (voir la liste des auteurs).

1. ↑  Lucie Malbos, Les peuples du Nord: De Fróði à Harald l'Impitoyable (Ier-XIe siècle), Belin, 2024 (ISBN 978-2-410-02741-9, lire en ligne)